# Eduardo Mignogna
Eduardo Mignogna (Buenos Aires, 17 d'agost de 1940 - ibídem, 6 d'octubre de 2006) va ser un director de cinema i televisió, dramaturg, novel·lista i guionista argentí. Guanyador de diversos Goya a la millor pel·lícula estrangera de parla hispana per Sol de otoño (1996), El faro (1998) i La fuga (2001).

## Biografia
Després d'una adolescència dedicada a l'esport i els estudis, en 1964 decideix viatjar a Europa en companyia d'un amic. Prèviament havia començat a treballar en una agència de publicitat, a l'una que escriu textos variats i poemes. S'estableix a Madrid on treballa esporàdicament, freqüenta tertúlies literàries i trava amistat amb diverses personalitats artístiques antirrégimen, coneguts escriptors, poetes i artistes plàstics represaliats. En 1965 tots dos amics es traslladen a Roma, habitant en el barri pròxim a Piazza Navona, i després al Trastevere. Comparteixen estada amb amics argentins i italians, i artistes argentins com el pintor Hugo Pereyra. Roman a Itàlia viatjant pel país fent treballs variats. Torna a l'Argentina en 1966. Mignogna va tornar a treballar en publicitat a principis dels anys 1970, al mateix temps que iniciava la seva obra literària. En 1976 li atorguen el Premi Casa de las Américas per la seva obra Cuatro Casas, llibre de contes inspirat en la dura vida rural al sud del país. Posteriorment rep el Premi Marxa pel conte La cua del cocodril. Amb l'escalada d'amenaces i atemptats de la Triple A, va haver d'exiliar-se en 1975 a Sitges i després a Milà. Va tornar amb la seva família en 1981 i va reprendre la seva activitat publicitària. Ja havia col·laborat amb el cinema com a guionista al costat de Lautaro Murúa per La Raulito II, però en 1983 va tenir la seva primera oportunitat com a director amb Evita, quien quiera oír que oiga, que combinava escenes documentals i entrevistes amb la recreació actoral de la joventut de Eva Perón, una innovació per a la tradició cinematogràfica argentina.
També va dirigir minisèries documentals de problemàtica social en la televisió del seu país, com la premiada dedicada a Horacio Quiroga i els seus contes de la selva, o la dirigida a narrar les experiències dels discapacitats.

## Filmografia
Director
- Evita, quien quiera oír que oiga, 1983.
- Flop, 1990, sobre l'actor Florencio Parravicini;
- Sol de otoño, 1996;
- El faro, 1998;
- Adela, 2000;
- La fuga, 2001, basada en la seva novel·la homònima;
- Cleopatra, 2003;
- Cartoneros de Villa Itatí, 2003 (migmetratge);
- El viento, 2005;

Guionista
- El caso Matías (1985)
- Matar al abuelito (1993)
- La Señal (2007)

## Televisió
- ''Ensayo'', 2003;
- ''Lorca en el río de la plata'', 1998;
- ''El beso del olvido'', 1991 (telefilme);
- ''La vivienda de los ángeles I y II'', 1988
- ''La salud de los ángeles I y II'', 1988;
- ''Horacio Quiroga: entre personas y personajes'', 1987;
- ''Mocosos y chiflados'', 1986;
- ''Misiones, su tierra y su gente'', 1985;
- ''Desafío a la vida: Discapacitados'', 1984;

## Obra literària
- La señal, novel·la, 2002;
- La fuga, novel·la, 1999;
- Cuatrocasas; cuentos, 1976, premi Casa de las Américas;
- En la cola del cocodrilo, novela, 1971, premi Revista Marcha.

## Premis
- Premi Konex 2011 - Diploma al Mèrit: Director de Cinema / Post mortem
- Premi Konex 2001 - Diploma al Mèrit: Director de Cinema
- Premi Konex 1991 - Diploma al Mèrit: Director de Televisió